# Bjarne Næs
Bjarne Næs (* 16. September 1955) ist ein ehemaliger norwegischer Skispringer.

## Werdegang
Næs, der für IL Trysilgutten startete, ist der Sohn des ehemaligen Skispringers Halvor Næs. Auf nationaler Ebene wurde er 1973 und 1975 norwegischer Juniorenmeister. Bei den Senioren gewann er 1978 die Silbermedaille von der Großschanze hinter Per Bergerud sowie die Bronzemedaille 1979 von der Normalschanze in Sprova.
Zwischen 1973 und 1977 nahm Næs an drei Austragungen der Vierschanzentournee teil und konnte dabei 1973/74 mit dem 42. Platz sein bestes Gesamtresultat erzielen. Im Rahmen des Tatra-Pokals 1975 im tschechischen Štrbské Pleso sprang Næs erstmals bei einem internationalen A-Klasse-Wettbewerb auf das Podest. Diesen dritten Platz belegte er auch bei den Thunder-Bay-Internationals im März 1976. Im März 1977 wurde Næs Neunter in der Gesamtwertung der Norwegentournee. Seinen größten internationalen Erfolg erreichte er im Januar 1978 bei den Sapporo-International-Wettbewerben, als er von der Ōkurayama-Schanze ein Springen gewinnen konnte. Dabei sprang Næs auf 118,0 Meter und stellte so auf der K-110-Schanze einen neuen, aber inoffiziellen Schanzenrekord auf. Beim zweiten Wettbewerb in Sapporo wurde er Zweiter hinter dem Finnen Esko Rautionaho. Wenige Wochen später belegte er bei der Nordischen Skiweltmeisterschaft in Lahti den 32. Rang von der Normalschanze. In der Skisprungsaison 1978/79 erzielte Næs im Rahmen der Schweizer Springertournee sein bestes Saisonergebnis, als er von der Gross-Titlis-Schanze in Engelberg Zweiter hinter Robert Mösching und vor Peter Leitner wurde. Im März nahm er an der Skiflug-Weltmeisterschaft 1979 in Planica teil und sprang dabei auf den 36. Platz.

## Erfolge

### Siege bei A-Klasse-Springen
| Nr. | Wettbewerb     | Datum           | Ort     | Typ         |
| --- | -------------- | --------------- | ------- | ----------- |
| 1.  | Miyasama-Games | 15. Januar 1978 | Sapporo | Großschanze |

## Statistik

### Vierschanzentournee-Platzierungen
| Saison  | Platz | Punkte |
| ------- | ----- | ------ |
| 1973/74 | 42.   | 778,8  |
| 1975/76 | 51.   | 676,6  |
| 1976/77 | 48.   | 655,5  |